# 2019 v loďstvech
Tento článek obsahuje významné události v oblasti loďstev v roce 2019.

## Události

### Leden
30. ledna
- Pro francouzské námořnictvo byla v rámci programu FLOTLOG objednána stavba čtyř zásobovacích lodí, které budou modifikovanou verzí italského plavidla Vulcano (A5335). Stavbu provedou francouzské loděnice Chantiers de l’Atlantique (původně STX Europe) a Naval Group ve spolupráci s italskou loděnicí Fincantieri. První pár plavidel má být dodán roku 2025. Ve službě nahradí plavidla třídy Durance.[1]

31. ledna
- V Indii byla odsouhlasena akvizice šesti nových ponorek projektu 17(I) pro indické námořnictvo v ceně přesahující 5,5 miliardy dolarů. Ponorky mají být vybaveny pohonem nezávislým na přístupu vzduchu (AIP) a vertikálními sily pro nadzvukové protilodní střely BrahMos. Výběr konkrétní konstrukce teprve probíhá.[2]

### Únor
5. února
- Americká společnost Leidos oznámila, že se její technologický demonstrátor protiponorkového dronu Sea Hunter stal prvním plavidlem, které dokázalo bez posádky podniknout plavbu ze San Diega do Pearl Harboru na Havajských ostrovech a zpět.

7. února
- Kanadská vláda podepsala objednávku na nové torpédoborce, které v rámci programu Canadian Surface Combatant postaví loděnice Irving Shipbuilding ve spolupráci se společností BAE Systems-Lockheed Martin. Bude se jednat o upravenou verzí britských plavidel Typ 26 Global Combat Ship. Typ 26 GCS byl vybrán v říjnu 2018. Odvolání účastníka soutěže, společnosti Alion Science, zamítl soud.[3]

11. února
- Australská vláda podepsala objednávku na stavbu 12 konvenčních ponorek třídy Attack francouzského typu Shortfin Barracuda.

### Březen
1. března
- Hlídková loď argentinské pobřežní stráže Mantilla (GC-24) zahájila palbu na čínskou rybářskou loď Hua Xiang 801, která nelegálně lovila v argentinské výlučné ekonomické zóně. Čínskému plavidlu se podařilo uniknout do mezinárodních vod. Není to první incident tohoto typu.[4]

3. března
- V norsku úspěšně skončilo vyzvedávání fregaty Helge Ingstad, která se potopila po srážce s tankerem dne 8. listopadu 2018. Nákladní plavidlo Boa barge 33 fregatu dopravilo na základnu Haakonsvern. Vyzvedávání plavidla probíhalo od 26. února 2019.[5]

7. března
- Indie a Rusko podepsaly smlouvu v hodnotě 3 miliardy dolarů na zapůjčení další (již třetí) ruské jaderné ponorky indickému námořnictvu. Ponorka, která ponese jméno INS Chakra III, se od roku 2014 nachází na základně v Severodvinsku. Nejdříve bude muset projít reaktivací a modernizací, přičemž má být vybavena některými indickými systémy. Indii má být předána roku 2025. Pronájem aktuální ponorky INS Chakra II přitom končí v roce 2020 a obě strany jednají o jeho pětiletém prodloužení. Stejně jako Chakra II, bude Chakra III útočnou ponorkou projektu 971U (v kódu NATO třída Akula II).[6]

8. března
- Jihokorejská loděnice Hyundai Heavy Industries (HHI) podepsala avizici konkurenční jihokorejské loděnice Daewoo Shipbuilding & Marine Engineering (DSME). Sloučením obou společností vznikne společnost mající 20procentní podíl na trhu.[7]

### Duben
4. dubna
- USA připravují rozsáhlý program modernizace čtyř loděnic, ve kterých jsou stavěny válečné lodě amerického námořnictva. Jsou to loděnice: Norfolk Naval Shipyard, Portsmouth Naval Shipyard, Puget Sound Naval Shipyard a Pearl Harbor Naval Shipyard. Investováno má být až 21 miliard dolarů, díky kterým má být zmenšena jejich značná zastaralost.[8]

16. dubna
- Čína obsadila až poslední 152. místo v žebříčku zemí podle míry zapojení do nelegálního rybolovu.[9]

23. dubna
- Španělské ministerstvo obrany podepsalo kontrakt s loděnicí Navantia na stavbu pěti víceúčelových fregat třídy Bonifaz (F110), které ve službě nahradí stávající třídu Santa María (F80).[10]

24. dubna
- Na oslavách výročí 70. let od založení Námořnictva Čínské lidové osvobozenecké armády se poprvé veřejně představil prototypový torpédoborec typu 055 Nan-čchang (101). Velké plavidlo o plném výtlaku 13 000 tun je v USA označováno jako křižník.[11]

30. dubna
- Turecká výsadková a lehká letadlová loď TCG Anadolu byla v průběhu stavby v loděnici SEDEF poškozena požárem, který vypukl na přídi. Nikdo nebyl raněn. Rozsah škod zatím není znám.[12]

### Květen
9. května
- Čínská republika ve městě Kao-siung zahájila práce na nové loděnici, ve které budou stavěny ponorky pro tamní námořnictvo. Ceremoniálu se účastnila prezidentka země Cchaj Jing-wen. Námořnictvo provozuje pouze dvě relativně moderní ponorky, další se nepodařilo získat kvůli odporu Čínské lidové republiky. Proto se země rozhodla vyvinout je vlastními silami.[13]

14. května
- Ponorka německého námořnictva typu 212 U36 utrpěla poškození při opouštění norské námořní základny Haakonsvern. Pomalu plující ponorka zavadila o dno jedním ze svých hloubkových kormidel. Později se ukázalo, že poškození bylo malé a oprava kormidla potápěčům trvala dva dny.[14][15]

16. května
- Generální inspektor norského námořnictva Haakon Bruun-Hansen uvedl, že oprava vyzvednuté fregaty Helge Ingstad (F313) by stála přibližně 1,6 miliardy dolarů a trvala odhadem pět let. Dodal přitom, že volba mezi opravou poškozené fregaty a stavbou nové, je v zásadě jednoduchá, neboť nové plavidlo s obdobnými schopnostmi by bylo postaveno levněji (1,2 až 1,5 miliardy dolarů) a za zhruba stejnou dobu. Definitivní rozhodnutí ještě nepadlo.[16]

29. května
- V Budapešti u Markétina mostu na Dunaji se po srážce s větší hotelovou lodí Viking Sigyn převrátila a potopila výletní loď Hableány (Mořská panna). Ke srážce došlo kolem 22 hodiny. Plavidlo se potopilo během sedmi vteřin. Zemřelo sedm jihokorejských turistů a dalších 21 je pohřešováno. Pravděpodobně zemřeli také.

### Červen
13. června
- V Ománském zálivu byly po šesté ráno napadeny dva ropné tankery. Poškozeny byly tankery Front Altair (110 000 DWT) a Kokuka Courageous. Přesný způsob útoku, ani identita útočníků nejsou známy. USA z incidentu obvinily Írán.[17]

14. června
- Zástupci francouzská loděnice Naval Group a italské loděnice Fincantieri podepsali dohodu o strategické spolupráci, na základě které má dojít k vytvoření francouzsko-italského joint venture podniku.[18]

18. června
- Pobřežní stráž Spojených států amerických ve vodách Pacifiku zadržela poloponorné plavidlo s nákladem více než sedmi tun kokainu.[19]

20. června
- Jeden dron RQ-4A BAMS-D sestřelily Íránské revoluční gardy. Stalo se to v době rostoucího napětí mezi USA a Íránem. Dle USA byl dron sestřelen nad Hormuzským průlivem mimo íránský vzdušný prostor, naopak Írán tvrdil, že jeho vzdušný prostor narušil.[20]

24. června
- Italští odboráři z Janova podruhé v krátké době odmítly naložení nákladu zbraní určených pro Saúdskou arábii. Nákladní loď Bahri Jazan proto musela odplout bez nich. Odboráři uvedli, že „obchod se zbraněmi se Saúdskou Arábií, státem, který provádí trest smrti bez spravedlivého procesu, v němž je mučení a útisk náboženských a politických menšin samozřejmostí a který v posledních čtyřech letech vede vojenskou agresi proti jemenskému obyvatelstvu“. Jiné saúdské plavidlo Bahri Yanbu muselo odplout bez nákladu už 20. května 2019.[21]

### Červenec
4. července
- Poblíž Gibraltaru byl zadržen supertanker Grace 1 převážející ropu z Íránu do Sýrie. Dle sdělení úřadů tanker mířil do rafinérie, která podléhala evropským sankcím. Na zásahu se podílel oddíl 30 příslušníků britských Royal Marines. Íránské ministerstvo zahraničí na protest předvolalo britského velvyslance.[22]

11. července
- Pět člunů Íránské revoluční gardy se v Perském zálivu pokusilo zadržet britský tanker. Zasáhnout musela britská fregata typu 23 HMS Montrose, která čluny varovala před použitím síly. Incident je íránskou reakcí na zadržení tankeru Grace 1 dne 4. července.[23]

17. července
- Námořnictvo Korejské republiky plánuje stavbu lehkých letadlových lodí LPH-II schopných provozu kolmostartujících letounů F-35B Lightning II. Nová třída má mít výtlak 30 000 t, což je dvojnásobek velikosti stávajících vrtulníkových plavidel třídy Dokdo. Korejské námořnictvo tak reaguje na kroky ostatních námořnictev v regionu. Čína letadlovou loď má a další staví, přičemž Japonsko pro provoz F-35B upraví dvě jednotky třídy Izumo.[24]

19. července
- Íránské revoluční gardy v Perském zálivu obsadily pod britskou vlajkou tanker Stena Impero. Tanker byl obsazen výsadkem z vrtulníku. Nedaleko plující britské fregatě typu 23 HMS Montrose se incidentu nepodařilo zabránit a obsazený tanker odplul do íránského přístavu Bandar Abbás.[25]

25. července
- Americký kutr USCGC Midgett v Pacifiku zadržel pašerácký rychlý člun s nákladem 2100 liber kokainu.

31. července
- Americký kutr USCGC Midgett v Pacifiku zadržel pašerácký rychlý člun s nákladem 4600 liber kokainu. Byla to druhá úspěšná akce tohoto kutru během jednoho týdne.[26]

### Září
24. září
- Americký kutr USCGC Valiant v Pacifiku zadržel poloponorné pašerácké plavidlo s nákladem 12 000 liber kokainu v hodnotě 165 milionů dolarů. Plavidlo bylo nejprve zachyceno hlídkovým letounem MPA, které na něj kurt navedlo.[27]

27. září
- Íránem zadržovaný britský tanker Stena Impero opustil íránský přístav Bandar Abbás a zamířil do Dubaje.[28]

### Říjen
11. října
- Íránský tanker zasáhly v Rudém moři poblíž města Džidda dvě protilodní střely. Tanker byl těžce poškozen. Původce útoku není znám, ani se k němu nikdo nepříhlásil.[29]

17. října
- Turecké námořnictvo oficiálně zahájilo program vývoje domácích konvenčních ponorek MİLDEN (Milli Denizalti). Ve vývoji budou využity zkušenosti ze stavby tureckých ponorek Typu 214. Dokončení prototypu je očekáváno na polovinu 30. let 21. století.[30]

25. října
- V Čínské lidové republice bylo potvrzeno sloučení dvou velkých státních loděnic China Shipbuilding Industry Corporation (CSIC) a China State Shipbuilding Corporation (CSSC). Dokončení procesu sloučení obou společností je plánováno na rok 2020.[31]

29. října
- V americké loděnici Fincantieri Marinette Marine proběhlo slavnostní první řezání oceli na první ze čtyř nových korvet MMSC stavěných pro Saúdské královské námořnictvo. Plavidla jsou derivátem americké třídy Freedom.

- Na palubě nizozemské výsadkové lodě Johan de Witt (L802) bylo policií nalezeno 11 kilogramu kokainu. Stalo se tak po návratu plavidla z Karibiku, kde se podílelo na pomoci oblastem postiženým hurikánem Dorian. Už v září 2019 byl jeden z členů posádky zadržen s 11 kg kokainu s zavazadle. Prohlídka plavidla následovala kvůli opravněnému podezření, že námořník další drogy ukrýval na palubě.[32]

### Listopad
18. listopadu
- Incident v Kerčském průlivu: Rusko vrátilo ukrajině remorkér Jany Kapu (U947; ex RB-308; Projekt 498 Protej) a dělové čluny projektu 58155 Gjurza-M Berďansk a Nikopol, které byly v Kerčském průlivu zadrženy ruským oceánským remorkérem pobřežní stráže Don (353; ex 053; ex 103; Projekt 745P).[33]

23. listopadu
- V severozápadní Galicii byla objevena pašerácká ponorka převážející 3,3 tun kokainu s odhadované hodnotě 110 milionů dolarů. Policie uvedla, že je to historicky první případ zadržení podobného plavidla v evropských vodách. Když se bezpečnostní složky objevily poblíž ponorky, vlastní posádka ji potopila. Po vyzvednutí byla přepravena do přístavu Cangas. Do případu byla zapojena španělská, brazilská a americká policie.[34]

26. listopadu
- Sloučením čínských státních loděnic China Shipbuilding Industry Corporation (CSIC) a China State Shipbuilding Corporation (CSSC) vznikla největší loděnice světa, která si zachovala název China State Shipbuilding Corporation (CSSC). Vzniklá společnost má více než 300 000 zaměstnanců.[35]

### Prosinec
12. prosince
- Během oprav v Murmanském přístavu vypukl požár na palubě ruské letadlové lodě Admiral Kuzněcov. Při svařování doopadla jiskra do podpalubí a zapálila skladovaný mazut. Požár byl uhašen až druhý den. Zraněno bylo 12 osob, jeden námořní důstojník zemřel.[36]

15. prosince
- V Sevastopolu se potopil plovoucí dok PD-16 i s vyřazenou konvenční ponorkou B-380 projektu 641B. Dle zprávy agentury TASS se dok potopil kvůli svému špatnému technickému stavu a již jej nepůjde opravit.[37]

19. prosince
- Britský torpédoborec HMS Defender (D36) (součást Combined Task Force 150, CTF-150) v Ománském zálivu zajal pašerácké plavidlo přepravující 131 kilogramů metamfetaminů. Jde o největší množství této drogy zajištěné na moři v roce 2019.[38]

30. prosince
- Čínské loděnice údajně přestávají stavět nové korvety typu 056. Celkem bylo obějdnáno více než 60 těchto plavidel.[39]

## Lodě vstoupivší do služby
- 7. ledna –  HTMS Pchúmipchon Adunjadét (471) – fregata třídy Pchúmipchon Adunjadét

- 9. ledna –  El Ouarsenis (031) a El Hoggar (032) – ponorky třídy Kilo

- 11. ledna –  Wu-č-šan (987) – výsadková loď typu 071

- 12. ledna –  USS Wichita (LCS-13) – littoral combat ship třídy Freedom

- 12. ledna –  Chöch chot (161) – torpédoborec typu 052D

- 16. ledna –  BRP Malamawi (2403) a BRP Kalanggaman (2404) – hlídkové lodě třídy FPB 72 MKII

- 21. ledna –  Semarang (594) – nemocniční loď třídy Makassar

- 21. ledna –  Furor (P-46) – oceánská hlídková loď třídy Meteoro

- 21. června –  SVGS Capt. Hugh Mulzac (SVG 01) (ex HMJS Middlesex (422)) – hlídková loď Damen Stan Patrol 4207

- 22. ledna –  Rhône (A603) – podpůrná loď třídy Loire

- 23. ledna –  Nan-tchung (601) – fregata typu 054A

- 26. ledna –  USS Michael Monsoor (DDG-1001) – torpédoborec třídy Zumwalt

- 26. ledna –  Ivan Antonov (601) – minolovka projektu 12700

- 31. ledna –  Nacui (PM-58)– hlídková loď třídy Katori

- 1. února –  Ted Diro (P401) – hlídková loď třídy Guardian

- 2. února –  USS South Dakota (SSN-790) – ponorka třídy Virginia

- 6. února –  Setúbal (P 363) – oceánská hlídková loď třídy Viana de Castelo

- 16. února –  USS Tulsa (LCS-16) – littoral combat ship třídy Independence

- 17. února –  Fateh – ponorka třídy Fateh[40]

- 20. února –  RFA Tidesurge (A138) – zásobovací tanker třídy Tide

- 20. února –  Šinzan (PS-20) – hlídková loď třídy Bizan

- 20. února –  Bretagne (D 655) – fregata třídy FREMM

- 22. února –  Cao-čuang (542) – fregata typu 054A

- 22. února –  Kuej-jang (119) – torpédoborec typu 052D

- 22. února –  Nagajama (PS-38) a Maehama (PS-39) – hlídková loď třídy Šhimodži

- 26. února –  KRI Teluk Lada (521) – výsadková loď třídy Teluk Bintuni

- 27. února –  Širanui (DD-120) – torpédoborec třídy Asahi

- 2. března –  USS Charleston (LCS-18) – littoral combat ship třídy Independence

- 2. března –  USCGC Robert Ward (WPC-1130) – kutr třídy Sentinel

- 18. března –  Šórjú (SS-510) – ponorka třídy Sórjú

- 22. března –  USCGC Terrell Horne (WPC-1131) – kutr třídy Sentinel

- 7. dubna –  Te Mataili II (802) – hlídkové lodě třídy Guardian

- 15. dubna –  ICGS Veera (35) – hlídková loď třídy Vikram

- 16. dubna –  Antonio Marceglia (F 597) – fregata třídy FREMM

- 24. dubna –  ICGS C-441, ICGS C-444, ICGS C-446 – hlídkový člun třídy L&T

- 26. dubna –  ICGS Priyadarshini (221) – hlídkové lodě třídy Rajshree

- 30. dubna –  LÉ George Bernard Shaw (P64) – oceánská hlídková loď třídy Samuel Beckett

- 1. května –  USCGC Benjamin A. Bottoms (WPC-1132) – kutr třídy Sentinel

- 21. května –  HNoMS Maud (A530) – zásobovací tanker

- 30. května –  CCGS Captain Molly Kool (ex Vidar Viking) – ledoborec třídy Captain Molly Kool

- 6. června –  SLNS Gajabahu (P626) (ex USCGC Sherman (WHEC-720)) - kutr třídy Hamilton

- 7. června –  HMNZS Manawanui (A09) (ex Edda Fonn) – hydrografických výzkumných a potápěčská podpůrná loď

- 8. června –  USCGC Joseph Doyle (WPC-1133) – kutr třídy Sentinel

- 11. června –  Dmitrij Rogačov – hlídková loď projektu 22160

- 17. června –  Baden-Württemberg (F222)	 – fregata třídy Baden-Württemberg

- 21. června –  Soberanía I (409) (ex HMJS Cornwall (421)) a Soberanía II (411) (ex HMJS Surrey (423)) – hlídkové lodě Damen Stan Patrol 4207

- 27. června –  CCGS Sir John Franklin – výzkumné lodě třídy Sir John Franklin

- 7. července –  Angelo Cabrini (P420) – víceúčelové hlídkové lodě třídy Angelo Cabrini

- 11. července –  Nimlane (L981) – tanková výsadková loď typu 073A

- 18. července –  Tchäguk 18 (518) – hlídkové loď třídy Tchäguk

- 22. července –  Potsdam (BP 81) – oceánská hlídková loď třídy Potsdam

- 24. července –  Seine (A604) – podpůrná loď třídy Loire

- 25. července –  KRI Kerambit (627) – raketový člun třídy Sampari

- 25. července –  Tchäguk 19 (519) – hlídkové loď třídy Tchäguk

- 27. července –  USS Paul Ignatius (DDG-117) – torpédoborec třídy Arleigh Burke

- 29. července –  L-56 – výsadková loď třídy LCU Mk IV

- 30. července –  RFA Tideforce (A139) – zásobovací tanker třídy Tide

- 3. srpna –  USS Billings (LCS-15) – littoral combat ship třídy Freedom

- 5. srpna –  BRP Conrado Yap (PS-39) (ex Chungju (PCC-762)) – korveta třídy Pchohang

- 22. srpna –  SLNS Parakramabahu (P625) (ex Tchung-ling (542)) – fregata typu 053H2G

- 22. srpna –  Mizuho (PLH-41) – oceánská hlídková loď třídy Mizuho

- 24. srpna –  USCGC Kimball (WMSL-756) a USCGC Midgett (WMSL-757) – kutry třídy Legend

- 18. září –  Bamberg (BP 82) – oceánská hlídková loď třídy Potsdam

- 19. září –  HMS Medway (P223) – hlídková loď třídy River

- 25. září –  ICGS Varaha (41) – hlídková loď třídy Vikram

- 26. září –  USCGC William Hart (WPC-1134) – kutr třídy Sentinel

- 27. září –  HTMS Prachuap Khiri Khan (552) – oceánská hlídková loď třídy Krabi

- 28. září –  INS Khanderi (S22) – ponorka třídy Scorpène

- 29. září –  Kinaliada (F-514) – korveta třídy Ada

- 30. září –  Čcheng-tu (120) – torpédoborec typu 052D

- 2. října –  La Combattante (P735) – hlídková loď třídy La Confiance

- 5. října –  USS Cincinnati (LCS-20) – littoral combat ship třídy Independence

- 12. října –  Sovětsk – korveta projektu 22800

- 16. října –  VOEA Ngahau Koula (P301) – hlídkové loď třídy Guardian

- 16. října –  Nafanua II (04) – hlídkové loď třídy Guardian

- 18. října –  KN Pulau Nipah (321), KN Pulau Marore (322) a KN Pulau Dana (323)– oceánská hlídková loď třídy Pulau Nipah

- 23. října –  Tchäguk 21 (521) – hlídková loď třídy Tchäguk

- 26. října –  USS Indianapolis (LCS 17) – littoral combat ship třídy Freedom

- 26. října –  USCGC Angela McShan (WPC-1135) – kutr třídy Sentinel

- 31. října –  Tchäguk 20 (520) – hlídková loď třídy Tchäguk

- 4. listopadu –  PNS Behr Massah – výzkumná loď

- 5. listopadu –  Pa-čung (625) – korveta typu 056A

- 15. listopadu –  USNS Miguel Keith (T-ESB-5) – pomocná loď třídy Montford Point

- 16. listopadu –  General José Trinidad Cabañas (FNH-2021) – hlídková loď

- 20. listopadu –  Bad Düben (BP 83) – oceánská hlídková loď třídy Potsdam

- 25. listopadu –  B-274 Petropavlovsk-Kamčatskij – ponorka projektu 636.3

- 26. listopadu –  Chamsuri-212 – hlídkový člun třídy Chamsuri 211

- 28. listopadu –  ORP Ślązak (241) – oceánská hlídková loď

- 1. prosince –  Petropavlovsk-Kamčatskij – oceánská hlídková loď projektu 22100

- 2. prosince –  Atlas I (A 471) (ex Stril Neptun) – podpůrná loď[41]

- 5. prosince –  Tchäguk 23 (523) – hlídková loď třídy Tchäguk

- 6. prosince –  ARA Bouchard (P-51) (ex L'Adroit (P725)) – oceánská hlídková loď třídy Bouchard

- 10. prosince –  Šuo-čou (610) – korveta typu 056A

- 10. prosince –  HMS Prince of Wales (R09) – letadlová loď třídy Queen Elizabeth

- 10. prosince –  USNS Puerto Rico (T-EPF-11) – rychlá transportní loď třídy Spearhead

- 17. prosince –  Šan-tung (17) – letadlová loď typu 002

- 18. prosince –  KRI Bubara (868) a KRI Gulamah (869) – hlídková loď třídy Pari (PC-40)

- 19. prosince –  RSIPV Gizo (05) – hlídkové loď třídy Guardian

- 19. prosince –  SB-742 – záchranný remorkér Projektu 22870

- 24. prosince –  Mottama (1501) – výsadková loď třídy Makassar

- 25. prosince –  Michail Kazaňský – záchranné plavidlo projektu 23370G

- 27. prosince –  Tchäguk 22 (522) – hlídková loď třídy Tchäguk

- 28. prosince –  Ingušetija – korveta projektu 21631

- 28. prosince –  Vladimir Jemeljanov (659) – minolovka projektu 12700

- 29. prosince –  Wu-čou (626) – korveta typu 056A

- 31. prosince –  Wen-šan (623) – korveta typu 056A